# Liporrhopalum hemsleyanae
Liporrhopalum hemsleyanae är en stekelart som beskrevs av Hill 1969. Liporrhopalum hemsleyanae ingår i släktet Liporrhopalum och familjen fikonsteklar. Inga underarter finns listade i Catalogue of Life.